# 舊金山漁人碼頭

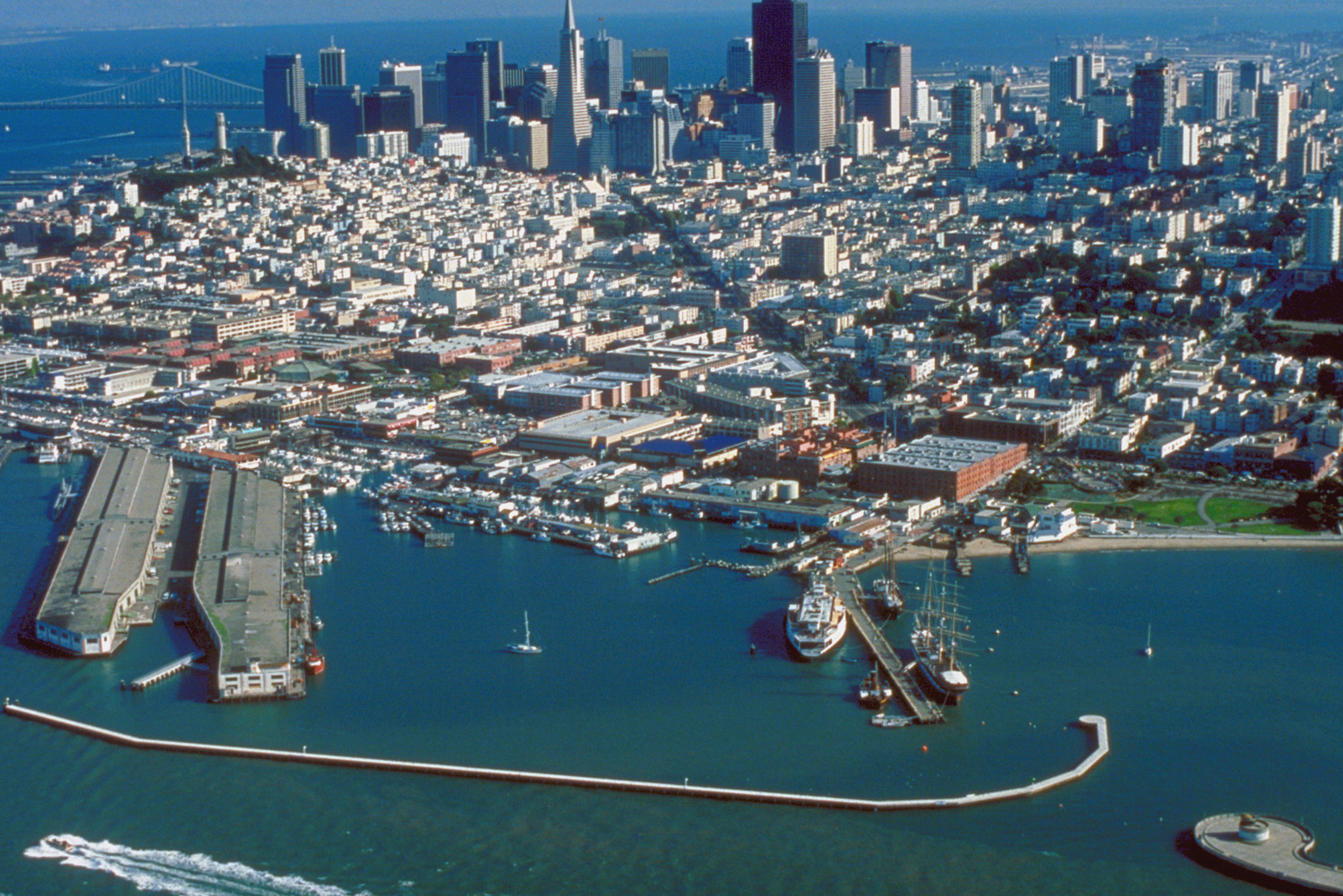
空中鳥瞰漁人碼頭

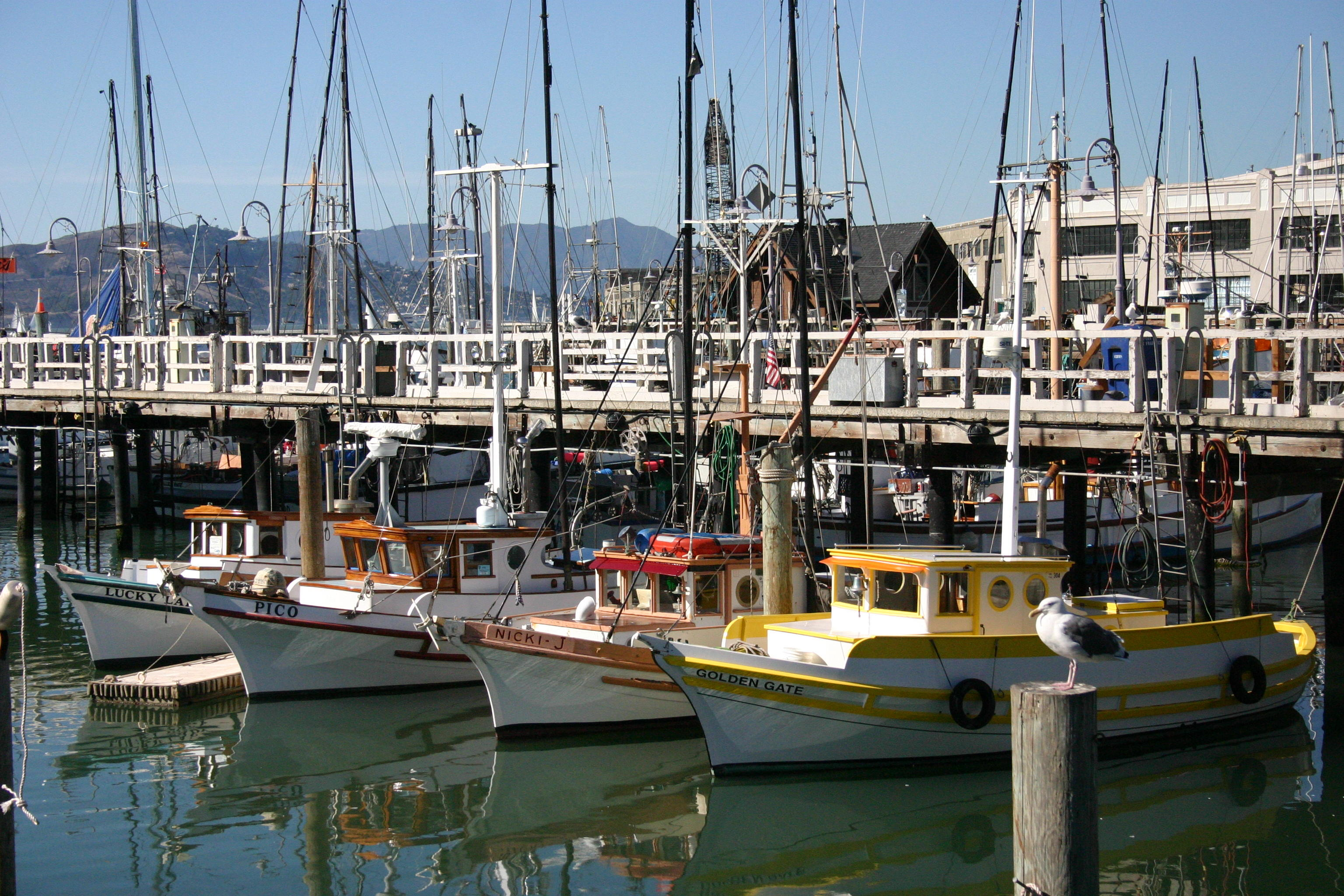
碼頭漁船

在美國舊金山的漁人碼頭（英語：Fisherman's Wharf）是一個著名旅遊景點，它大致包括從舊金山北部水域哥拉德利廣場（Ghirardelli Square）到35號碼頭一帶，當中最為著名的則為39號碼頭。
許多購物中心和飯店均坐落在漁人碼頭地區，而當地不少飯店都有提供各式各樣的海鮮，包括邓杰内斯蟹和蛤蜊巧達湯。漁人碼頭一帶的景點包括舊金山海洋國家歷史公園、哥拉德利廣場和機械博物館（Musée Mécanique）等。
那里交通便利，搭乘舊金山輕軌F Market线及路面纜車跑華街-海德街線（Powell-Hyde）均可到達漁人碼頭。其他熱門景區，如唐人街、倫巴底街（九曲花街）和北灘都在附近。不少大型活動在漁人碼頭一帶舉辦，包括美國國慶日（7月4日）煙花表演等。

## 歷史
漁人碼頭的名稱由來，為18世紀中期後，義大利裔漁夫移民到美國海灣邊的城市，以從因淘金潮而湧入城市的人群中獲取利益。
2020年5月23日，漁人碼頭發生大火，造成45號碼頭倉庫有4分之1被燒毀。

## 外部連結
- 漁人碼頭 （页面存档备份，存于）（英文）
- 漁人碼頭旅遊資訊 （页面存档备份，存于）（英文）

Template:舊金山景點